# 上将洪学智
《上将洪学智》，中国大陆传记电视剧，导演金韬，编剧周振天，主演姚刚、张晶晶，2019年1月21日在中国中央电视台电视剧频道首播。

## 剧情
《上将洪学智》讲述了洪学智从参加国共内战、抗日战争、朝鲜战争到荣获上将军衔，文化大革命参加劳动改造，粉碎四人帮之后出任中国人民解放军总后勤部部长的“四起三落”人生轨迹。

## 演出
| 演员   | 角色   | 备注 |
| 姚刚   | 洪学智 | 志愿军副司令员，开国上将，因两次被授予同一军衔而被称为六星上将。 |
| 张晶晶 | 张文   | 洪学智妻子。 |
| 由立平 | 林彪   | 开国元帅，第四野战军兼中南军区司令员。1970年第三次庐山会议时联合汪东兴、周恩来等人与“四人帮”反革命集团展开斗争，但是最终失败并失势。1971年9月12日夜，为了躲避来自“四人帮”的迫害从而在妻儿的陪同下登上256号三叉戟飞机并起飞前往苏联避祸，13日凌晨在蒙古温都尔汗坠机身亡。 |
| 赵军凯 | 彭德怀 | 开国元帅，第一野战军司令员、志愿军司令员。1969年第一次庐山会议后遭到错误批判，1974年被“四人帮”迫害身亡。 |
| 王霙   | 毛泽东 | |
| 刘劲   | 周恩来 | 开国元勋，中华人民共和国首任总理，林彪的恩师。 |
| 王伍福 | 朱德   | 开国元帅，解放军总司令。 |
| 谷伟   | 陈毅   | 开国元帅，第三野战军司令员兼政委。 |
| 张再新 | 刘伯承 | 开国元帅，第二野战军司令员。 |
| 邱洪晨 | 刘少奇 | 解放军总政治部主任 |
| 栗子儿 | 杨四姐 | |
| 李大昕 | 吴老枪 | |
| 姚鑫   | 刘双河 | |
| ～     | 黄克诚 | 新四军第三师师长，开国大将。 |
| ～     | 刘亚楼 | 开国上将，第四野战军首任参谋长，14兵团司令员。 |

## 制作
《井冈山》、《红色摇篮》、《长征》的导演金韬担任导演。《神医喜来乐》、《舰在亚丁湾》和《楼外楼》的编剧周振天担任编剧。2013年10月，《上将洪学智》开始拍摄，摄制组跑遍中国六个省十个城市取景。姚刚的演技获得洪学智后代的认可。

## 外部连接
- 豆瓣电影上《上将洪学智》的資料 （简体中文）